# Julodis cylindrica
Julodis cylindrica es una especie de escarabajo del género Julodis, familia Buprestidae. Fue descrita científicamente por Théry en 1925.